# 圣古尔松
圣古尔松（法語：Saint-Gourson，法語發音：[sɛ̃ ɡuʁsɔ̃]）是法国夏朗德省的一个市镇，位于该省北部，属于孔福朗区。

## 地理
圣古尔松（45°57'4"N, 0°19'22"E）面积10.09 平方千米，位于法国新阿基坦大区夏朗德省，该省份为法国西部内陆省份，北起德塞夫勒省和维埃纳省，东临上维埃纳省，东南至多尔多涅省，南至多爾多涅省，西接滨海夏朗德省。
与圣古尔松接壤的市镇（或旧市镇、城区）包括：沙谢克、库蒂尔、楠特伊昂瓦莱、普尔萨克、圣叙尔皮斯-德吕费克。

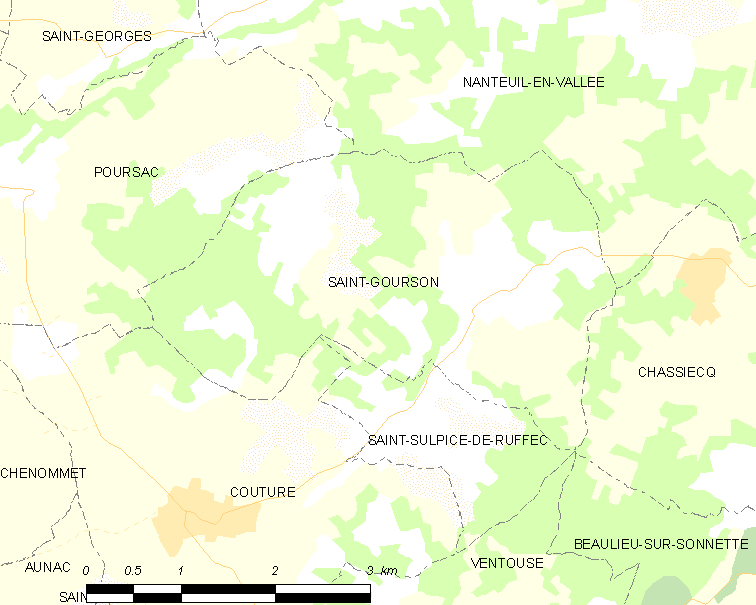
圣古尔松的OSM定位图

圣古尔松的时区为UTC+01:00、UTC+02:00（夏令时）。

## 行政
圣古尔松的邮政编码为16700，INSEE市镇编码为16325。

## 政治
圣古尔松所属的省级选区为夏朗德北县。

## 人口

1962-2008年间圣古尔松人口变化图示

圣古尔松于2022年1月1日时的人口数量为131人。